# SN 2006kc
SN 2006kc – supernowa typu Ia odkryta 12 października 2006 roku w galaktyce A223010-0024. W momencie odkrycia miała maksymalną jasność 21,00m.